# آمالش سن
آمالش سن (بنگالی: অমলেশ সেন؛ ۲ مارس ۱۹۴۳ – ۷ اکتبر ۲۰۱۷) بازیکن و مربی فوتبال اهل بنگلادش بود.
وی همچنین در تیم ملی فوتبال بنگلادش بازی کرده است.